# Marsha Hunt’s Sweet Adversity
Marsha Hunt’s Sweet Adversity es un documental estadounidense de historia y biografía de 2015, dirigido por Roger C. Memos, que a su vez lo escribió junto a Richard Adkins y Joan Cohen, en la fotografía estuvo Stephon J. Litwinczuk y los protagonistas son Harry Belafonte, Walter Bernstein y Marsha Hunt, entre otros. Esta obra se estrenó el 13 de septiembre de 2015.

## Sinopsis
En 1935, Marsha Hunt, de 17 años y con ganas de ser actriz, fue descubierta en Hollywood. La contrató Paramount Pictures y tuvo una próspera carrera en MGM. Participó en 54 películas durante 17 años, previo a que algunos hechos desventurados la llevaran a ser injustamente incorporada en la lista negra.